# دیدار (فیلم ۱۹۹۲)
دیدار (به هندی: Deedar) فیلمی محصول سال ۱۹۹۲ و به کارگردانی پرامود چاکراوتری است. در این فیلم بازیگرانی همچون آکشی کومار، کاریسما کاپور، انوپم کهیر، تانوجا ایفای نقش کرده‌اند.